# Ladri del tempo
Ladri del Tempo (A Thief of Time) è un romanzo giallo dell'autore statunitense Tony Hillerman pubblicato nel 1988. Il romanzo fa parte della serie che ha per protagonisti Joe Leaphorn e Jim Chee rispettivamente tenente ed agente della Polizia Tribale Navajo.

## Edizioni
- 1988 Tony Hillerman
- Prima edizione italiana: Mystbooks, aprile 1990
- Prima edizione ne Il giallo Mondadori, 3 marzo 1991 (N. 2196)